# USB-контроллер
USB-контроллер в составе платформы персонального компьютера обеспечивает коммуникацию с периферийными устройствами, подключенными к USB. USB-контроллер является устройством, способным взаимодействовать с оперативной памятью в обход центрального процессора в режиме прямого доступа к памяти.
По способу интеграции контроллер для USB-шины может быть задействован в составе системной логики или в виде дискретного чипа как на самой системной плате, так и на плате расширения. По способу подключения USB-контроллер может быть выполнен для PCI-шины, либо для шины PCI Express.

## HCI — Host Controller Interface
| Название | Расшифровка    | Спецификация USB |
| -------- | -------------- | ---------------- |
| UHCI     | Universal HCI  | USB 1.x          |
| OHCI     | Open HCI       | USB 1.x          |
| EHCI     | Enhanced HCI   | USB 2.0          |
| XHCI     | eXtensible HCI | USB 3.0          |

В рамках спецификации USB 1.1 существуют две реализации контроллера для USB-шины: UHCI (Universal Host Controller Interface, создан Intel для USB 1.0) и OHCI (Open Host Controller Interface), которые отличаются методом доступа к регистрам. Регистры UHCI находятся в пространстве портов ввода-вывода, а регистры OHCI адресуются в пространстве памяти. Контроллер OHCI более интеллектуален по сравнению с UHCI. Это касается его способности освободить центральный процессор от выполнения рутинных операций по передаче данных по USB-шине. Оба контроллера используют 32-битную адресацию в пределах младших 4 ГБ адресного пространства, ни один из них не поддерживает 64-битный режим адресации.
Для USB 2.0 был разработан EHCI (Enhanced Host Controller Interface), который поддерживает только работу на высокой скорости (high speed, 480 Мбит/с). В EHCI-контроллере с помощью разделенных транзакций (Split Transaction) реализована также поддержка низкоскоростных интерфейсов USB 1.1 для работы с более медленными устройствами.
Для USB 3.0 используется универсальный интерфейс XHCI (eXtensible Host Controller Interface), который поддерживает все скорости обмена данными. Windows 7 при установке с USB не поддерживает USB 3.0 и просит драйверы носителя. Проблема решается отключением в BIOS поддержки USB 3.0 или xHCI или подстановкой драйверов USB-контроллера при установке.